# Canal del Ulster
El canal del Ulster es un canal en desuso que atraviesa parte de los condados de Armagh, Tyrone y Fermanagh, en Irlanda del Norte, y el condado de Monaghan, en la República de Irlanda. A principios del siglo XIX, la gran idea de unir las tierras bajas alrededor de Lough Neagh con la cuenca del Erne y el sistema del río Shannon se hizo popular entre los terratenientes y comerciantes más progresistas de Armagh, Monaghan y Fermanagh. El canal del Ulster se construyó entre 1825 y 1842 y tenía 74 km de longitud con 26 esclusas. Iba desde Charlotte, en el río Blackwater, hasta Wattle Bridge, en el río Finn, al sureste del Alto Lough Erne. Fue una empresa poco meditada, con esclusas más estrechas que las de otras vías navegables irlandesas, lo que impedía el comercio de paso, y un suministro de agua inadecuado. Fue un fracaso absoluto desde el punto de vista comercial y contribuyó a la quiebra de la Lagan Navigation Company, que se hizo cargo de ella, pero a la que se le denegó el permiso para abandonarla al no poder hacer frente a los costes de mantenimiento. Finalmente, cerró en 1931. Waterways Ireland empezó a reconstruir el canal en su extremo sur en 2015.

### Operación
El canal no logró generar un comercio significativo, ya que el suministro de agua era inadecuado y las mercancías tenían que ser transbordadas en ambos extremos en barcos más estrechos. Además, no había ningún enlace con el río Shannon que generara tráfico de paso, y era improbable que lo hubiera mientras el canal no prosperara. La empresa no pudo devolver nada del préstamo concedido por los Comisionados de Préstamos del Tesoro y, en 1851, la Junta de Obras Públicas se hizo con su control. Tras unas reparaciones cosméticas, se arrendó a William Dargan, que había construido la mayor parte como contratista, y dirigió la única operación de transporte importante en la vía fluvial. El ferrocarril del Ulster llegó a Monaghan en 1858, y tres años después el canal estaba en un estado ruinoso. Sir John Macneill, el ingeniero ferroviario irlandés, sugirió que el mejor uso que se le podía dar era drenar el agua y dejar que las vacas pastaran en él.
En un intento de recuperar sus pérdidas, el gobierno volvió a tomar el control del canal en 1865, lo cerró y gastó 22.000 libras en ocho años en reparaciones. Su principal prioridad era asegurar un suministro de agua adecuado, pero cuando el canal volvió a abrirse en 1873, se demostró que esto no se había conseguido. Los costes de mantenimiento superaban con creces los ingresos, y el poco tráfico que había se limitaba al extremo de Lough Erne del canal, ya que la cumbre era en su mayor parte innavegable, y sólo había agua suficiente durante ocho meses al año. Sin embargo, el tráfico mejoró ligeramente en 1880, cuando W. R. Rea, secretario de la Compañía de Navegación del Lagan, creó una nueva empresa de transporte con barcos más pequeños. Hubo una vaga promesa de ayuda gubernamental para cualquier empresa interesada en hacerse cargo del canal. A continuación, se llevaron a cabo una serie de negociaciones, pero el gobierno fracasó en tres ocasiones a la hora de aprobar un proyecto de ley para autorizar la venta al Lagan Canal. Finalmente, sugirieron que el Lagan Canal intentara obtener un proyecto de ley privado para lograr el objetivo, y lo consiguieron en 1888.

### Caída
La Cámara de los Lores había conseguido eliminar una cláusula del proyecto de ley que permitía a la compañía del canal de Lagan cerrar el canal del Ulster al cabo de diez años, y se les cargó con una responsabilidad a perpetuidad. Se gastaron enormes sumas en el mantenimiento, en comparación con los ingresos, y aunque se desarrolló cierto comercio, los beneficios del Canal de Lagan y del Canal de Coalisland, que también poseían, fueron absorbidos por el intento de mantener abierto el Canal de Ulster. La empresa nunca se recuperó realmente de la adquisición. El último barco que entró en el canal lo hizo en 1929, y el 9 de enero de 1931 se obtuvo finalmente una "orden de abandono". Esto les permitió abandonar la sección del canal en Irlanda del Norte. Una "orden de liberación", obtenida el 15 de abril, eliminó toda responsabilidad de mantenimiento.
Una orden similar en la recién creada República de Irlanda fue rechazada. En la década de 1940, el Consejo del Condado de Monaghan obtuvo una hipoteca judicial sobre el canal en lugar de las tasas impagadas. Lagan Navigation se ofreció a ceder el canal al Consejo en lugar del dinero adeudado, pero el Consejo se negó, ya que se le informó de que el mantenimiento de los puentes, etc., superaría su capacidad de financiación. Lagan Navigation Co se disolvió en virtud de la Ley de Navegación Interior (NI) de 1954. Esto dejó el tramo que atraviesa Monaghan como "bienes sin dueño" (bona vacantia) y, como tal, pasó a manos del Ministerio de Hacienda. La propiedad pasó a la Oficina de Obras Públicas en virtud de la Ley de Propiedad Estatal de 1954. A principios de la década de 1970, el Consejo del Condado de Monaghan, el Consejo del Distrito Urbano de Monaghan y el Consejo del Distrito Urbano de Clones adquirieron cada uno de ellos algunos tramos del canal en virtud de la Ley de Sitios Abandonados de 1961. Los tramos que no estaban abandonados en ese momento (es decir, que estaban siendo ocupados) no pudieron ser adquiridos y la propiedad sigue siendo de la Oficina de Obras Públicas. [cita requerida]

## Curso

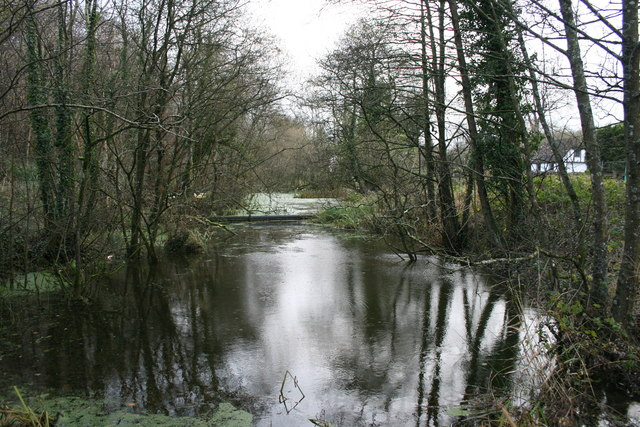
El canal en Clones Road, Monaghan

El canal sigue un curso bastante recto de suroeste a noreste desde Wattle Bridge, en el río Finn, hasta Charlemont, donde se une al río Blackwater. Había dos esclusas cerca del río Finn, dos más allá de Clones y tres cerca de Smithborough, donde se alcanzaba la cima. La balsa de la cumbre tenía menos de 6 millas (10 km) y se alimentaba del embalse de Quig Lough, justo al norte del final de la cumbre. Dos esclusas bajaban el nivel antes de llegar a Monaghan y había un tramo de siete poco después de la ciudad. La frontera con Irlanda del Norte cruza el canal por debajo de estas esclusas. Hay dos esclusas aisladas cerca de Middletown y un tramo llano antes de que el canal llegue a un desfiladero al oeste de Benburb. El paso del canal por este lugar planteó muchos problemas a los constructores, ya que se necesitaron otras seis esclusas en un terreno difícil. Hay otra esclusa por encima de Blackwatertown y la última por debajo de Charlemont, antes de que el canal se uniese al río Blackwater.
El nivel de la cumbre era de 213 pies (65 m) sobre el nivel del mar. Las esclusas originales fueron construidas para barcos de 62 por 11 pies (18,9 por 3,4 m) . De la gran cantidad de puentes que cruzaban el canal, 56 permanecían en 2002.

## Restauración
En 1998 se realizó un estudio de viabilidad sobre la posible reapertura de la vía navegable (revisado en 2000). El informe concluía que no había problemas de ingeniería insuperables para ese plan, pero habría que abordar cuestiones como la capacidad y el tamaño de las esclusas y la idoneidad del suministro de agua. Todas las esclusas históricas tendrían que ensancharse considerablemente hasta alcanzar al menos 5 metros (16 pies) para dar cabida a las embarcaciones modernas. Sin embargo, el informe concluye que, a menos que se solucionen las razones que provocaron el fracaso del canal, no tiene mucho sentido restaurarlo.

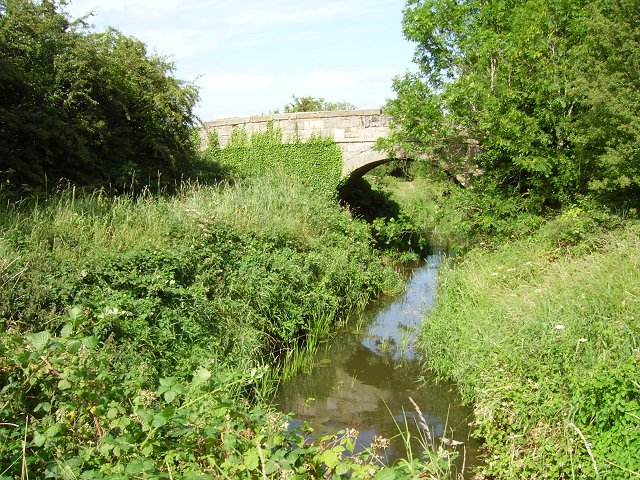
Canal del Ulster en Tyholland.

En 2004, Waterways Ireland anunció que la reapertura del canal aportaría enormes beneficios a las zonas que atravesaba, porque volvería a conectar con la vía fluvial Shannon-Erne, ya restaurada (inaugurada el 23 de mayo de 1994). Más que una verdadera restauración, se trataba de la construcción de una vía navegable de última generación a lo largo de una ruta histórica, y un enfoque similar sería necesario en el Canal del Ulster.
En la reunión del Consejo Ministerial Norte/Sur del 17 de julio de 2007, se anunció que los gobiernos trabajarían en la restauración del tramo del canal que une la ciudad de Clones, en el condado de Monaghan, con el Alto Lough Erne. El coste de la obra sería de 35 millones de euros, pagados por el Tesoro irlandés. En agosto de 2010, Waterways Ireland publicó un Plan de Restauración del Canal del Ulster, un Informe Ambiental y una Evaluación Apropiada. En septiembre de 2010 celebró dos jornadas de información pública, una en Clones, Co. Monaghan, y otra en Newtownbutler, Co. Fermanagh, e invitó a presentar comentarios por escrito sobre sus planes antes del 30 de septiembre de 2010. Tanto en Irlanda del Norte como en la República, se presentaron informes sobre el proyecto de restauración.
A pesar de algunas objeciones, la ministra Heather Humphreys anunció en febrero de 2015 que el Gobierno irlandés había dado su aprobación a Waterways Ireland para la restauración del canal entre Castle Saunderson y la cuenca del Erne. La financiación provendría de Waterways Ireland. El 24 de abril de 2015 se lanzó formalmente el proyecto, cuando se celebró una reunión en el puente de Derrykerrib, a la que asistieron Heather Humphreys y representantes de Waterways Ireland. La primera fase consistía en ampliar el Erne Navigation desde Quivvy Lough hasta Castle Saunderson, cerca de Belturbet. De los 5 kilómetros que componen esta fase, unos 3 kilómetros serán un nuevo corte, siguiendo una ruta algo diferente a la del canal original, y se construirá un nuevo puente Derrykerrib, para aumentar el tamaño de los barcos que pueden pasar por él. Se esperaba que el dragado de una sección del río Finn tuviera lugar en otoño de 2015, pero se retrasó, citándose como causa "problemas contractuales". El presupuesto de Waterways Ireland para 2016 incluía 2,7 millones de euros destinados al proyecto del canal del Ulster. Se produjeron nuevos retrasos debido a las malas condiciones del terreno, las inundaciones y la necesidad de mantener el acceso de los residentes mientras duraban las obras. Se esperaba que el nuevo puente y su canal asociado estuvieran terminados en abril de 2018. La primera fase de la restauración del Canal del Ulster estaba a punto de finalizar en septiembre de 2019.